# Bory (Slowakije)
Bory (Hongaars: Bori) is een Slowaakse gemeente in de regio Nitra, en maakt deel uit van het district Levice.
Bory telt 306 inwoners.